# 中国人行动

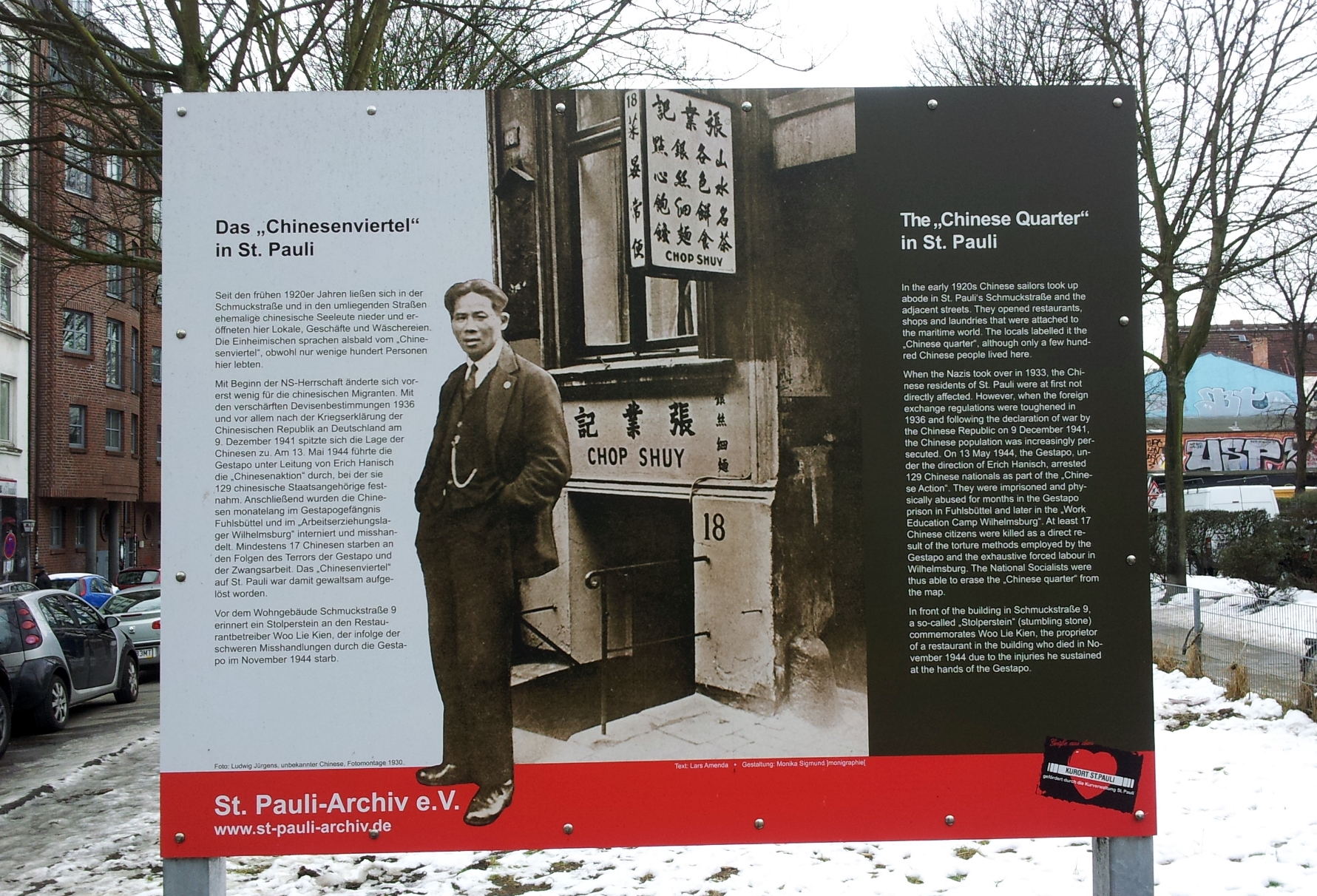
位于汉堡唐人街纪念“中国人行动”的牌匾

中国人行动（德語：Chinesenaktion）是1944年5月13日盖世太保在汉堡圣保利区唐人街针对华裔移民、其他亚裔及其妇女友人的突袭和逮捕行动。

## 经过
“中国人行动”的命令由盖世太保办公室“IV 1c”负责人阿尔伯特·施韦尔姆（Albert Schwelm）下达，盖世太保官员埃里希·哈尼施（Erich Hanisch）执行。1944年5月13日，携带冲锋枪的刑事警察和秩序警察将首饰街（Schmuckstraße）周边街道完全封锁，盖世太保带领200余名警察逮捕了约130名中国人并带到戴维警局，后关到位于霍尔斯滕格拉斯大街（Holstenglacis Straße）的拘留所。被捕者的护照和钱物皆被没收，不久后被带往汉堡北区的福尔斯比特监狱。大部分被捕者坐监数个月之久，目击者指许多人受到严重虐待和折磨，甚至不幸死亡。 
1944年9月，60至80名囚犯被转至明日劳动营，在周边港口和工业区强迫劳动。他们处于盖世太保的势力范围，和那些转至更恐怖的党卫队诺因加默集中营的人命运不同，但仍有17名中国人在劳动营死亡，名单已经遗失，据估计受害者数字可能更高。 
“中国人行动”也影响了和华人交往、同居，或是在中餐馆工作的德国女性，她们亦被捕并审讯，甚至入狱或送往集中营。 
一些幸存者在战后曾试图向联邦德国政府寻求补偿但被拒绝，官方立场是“中国人行动”并非出于种族动机；上诉法院支持这一观点，并裁定为普通的警方行动。 

## 受害者
以下是部分受害者姓名及生平。在2021年“绊脚石”项目的“中国人行动”遇难者纪念石块准备工作中，圣保罗档案馆工作人员得以确认13名遇难者姓名，实际的遇难人数很可能更多：
- Chan Ho Bau：出生于1887年或1897年，在“中国人行动”中被捕，1944年10月22日去世于明日劳动营（德语：Arbeitserziehungslager Langer Morgen），在奥尔斯多夫公墓有一块纪念牌[4]。

- Chong Tin Lam（张添林）：，1907年出生于广东，1926年来到汉堡，1938年在汉堡山14号（Hamburger Berg 14）开办香港酒吧。妻子是波兰人莉娜·多那蒂乌斯（Lina Donatius），女儿出生于1942年。张添林乐善好施，在战争期间与中国驻柏林领事馆合作，为中国前战俘提供旅行文件[2]。1944年在“中国人行动”中被捕，在福尔斯比特监狱关押并受虐待，1945年从基尔劳动营（德语：Arbeitserziehungslager Nordmark）返回汉堡[5]，成为纳粹受害者协会（德语：Vereinigung der Verfolgten des Naziregimes）的成员。香港酒吧获得重建，但他的一项赔偿要求遭到拒绝，1983年于汉堡逝世[6][7]。

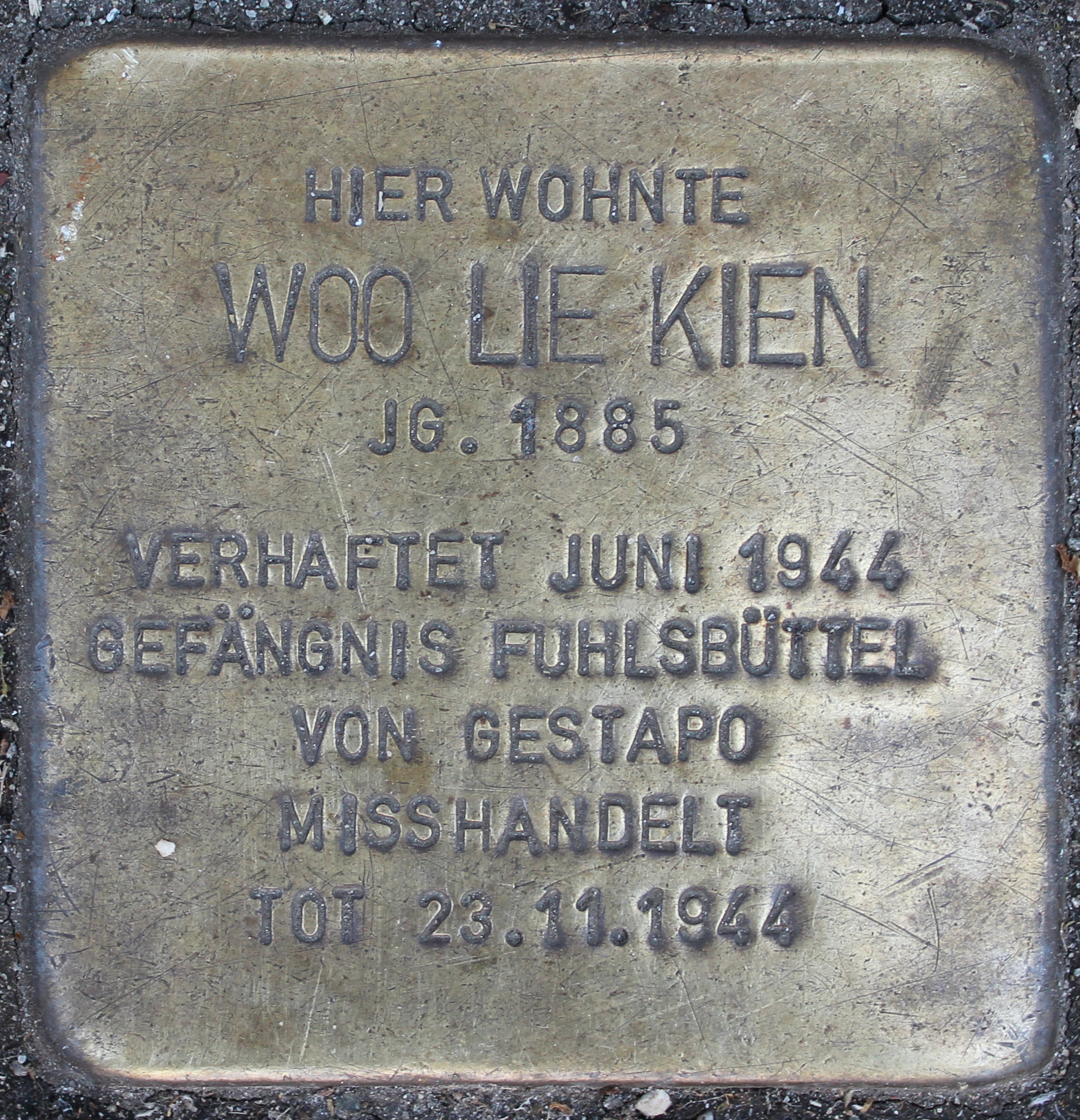
Woo Lie Kien的绊脚石

- Kam Sing Fok：来自广东，1930年左右是珠宝街18号旺福饭店（音译自Wong Fu）的老板，与一位来自圣保利的女性生有一子，出生于1930年。“中国人行动”中被捕，战后留在汉堡，在山谷街（Talstraße）开了一家中餐馆[8]。

- Liang Wong：1904年出生，在“中国人行动”中被捕，1945年2月28日在明日劳动营去世，安葬于奥尔斯多夫公墓[4]。

- Woo Lie Kien：1885年9月8日出生于广东开平，作为司炉随蒸汽船前往欧洲并于1926年在汉堡定居，住在珠宝街7号，1936年在珠宝街9号开办了一家餐馆，是中国水手的集会地点。1944年6月被捕后在福尔斯比特监狱遭受酷刑，1944年11月23日逝世于巴姆贝克医院（德语：Asklepios Klinik Barmbek）[9]。“绊脚石”项目为其在珠宝街7号设有一颗专门的绊脚石。

## 纪念活动

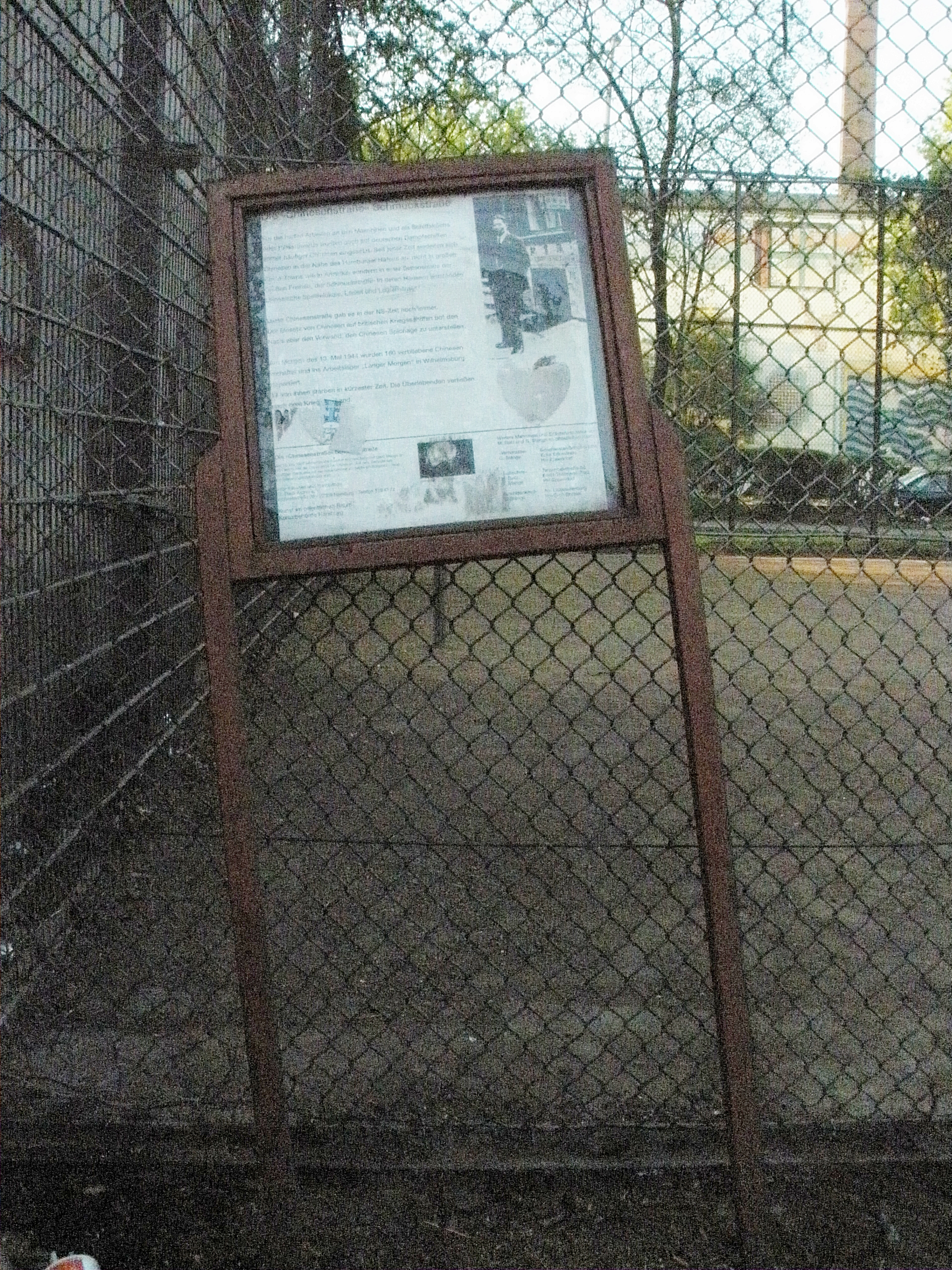
旧的纪念牌匾（2011年）

1996年，艺术家格尔德·施唐厄（Gerd Stange）和米夏埃尔·巴茨（Michael Batz）在珠宝街安装了纪念牌匾，纪念唐人街和“中国人行动”的历史。圣保利档案馆于2012年9月将其翻新。2021年6月28日，德国的“绊脚石”项目在汉堡唐人街原址的街道地面上安放了专门的“中国人行动”遇难者纪念石块，上写有13名遇难华人姓名，纪念纳粹德国对华人的迫害。

## 延伸阅读
- . 德国之声. 2019-05-13  [2019-07-20]. （原始内容存档于2019-07-20） （中文）.
- . 中华人民共和国驻法兰克福总领事馆. 2011-01-30  [2019-07-20]. （原始内容存档于2020-10-20） （中文）.